# Penthimia caliginosa
Penthimia caliginosa är en insektsart som beskrevs av Walker 1870. Penthimia caliginosa ingår i släktet Penthimia och familjen dvärgstritar. Inga underarter finns listade i Catalogue of Life.